# Vladimir Alexandrovich da Rússia
Vladimir Alexandrovich da Rússia, (em russo:  Владимир Александрович / Влади́мирович), (22 de abril de 1847 – 17 de fevereiro de 1909) foi o grão-duque mais velho durante o reino do seu sobrinho, o czar Nicolau II da Rússia.
O grão-duque Vladimir seguiu uma carreira militar e ocupou posições militares importantes durante os reinados dos últimos três imperadores russos. Interessado em assuntos artísticos e intelectuais. Foi nomeado presidente da Academia das Belas Artes e foi mecenas de vários artistas e do ballet imperial.
Durante o reinado do seu pai, o czar Alexandre II, Vladimir tornou-se general-adjunto, senador em 1868 e membro do Conselho de Estado em 1872. O seu irmão, Alexandre III, também promoveu a sua carreiro. Tornou-se membro do conselho de ministros, comandante do corpo da Guarda Imperial e governador militar de São Petersburgo. Tentou exercer alguma influência no seu sobrinho, o czar Nicolau II, mas teve de se contentar com a liderança de uma corte rival juntamente com a sua esposa, a grã-duquesa Maria Pavlovna, no seu palácio em São Petersburgo. Os acontecimentos do Domingo Sangrento de 1905, que sucederam quando Vladimir ocupava o cargo de governador militar de São Petersburgo, prejudicaram a sua reputação. Durante os seus últimos anos de vida, a zanga entre a sua família e a do czar Nicolau II aprofundou-se. Morreu depois de sofrer uma apoplexia em 1909. A sua bisneta, a grã-duquesa Maria Vladimirovna, é uma das atuais pretendentes à liderança da família Romanov.

## Primeiros anos

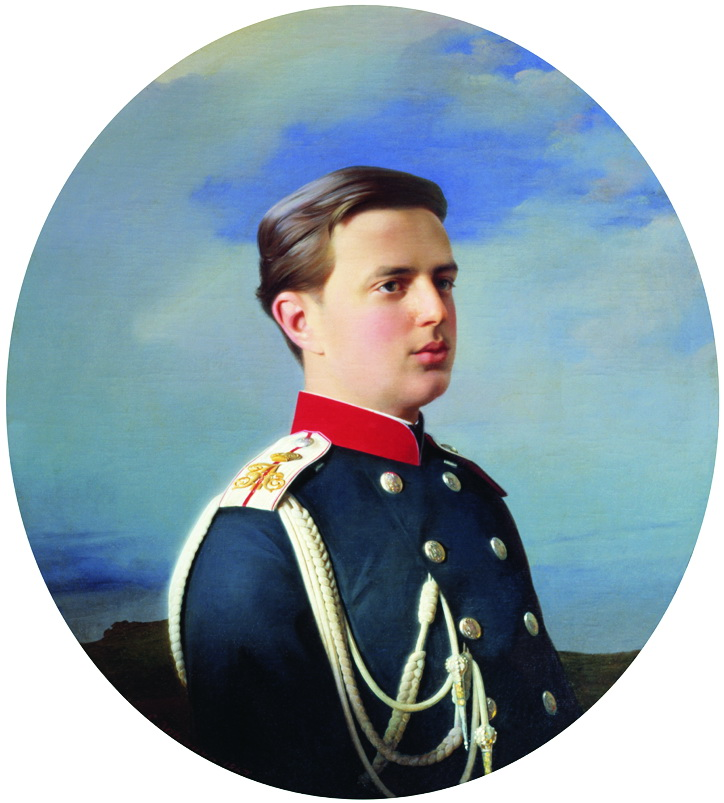
Vladimir enquanto jovem.

O grão-duque Vladimir Alexandrovich nasceu a 22 de abril de 1847 em Czarskoye Selo, a cerca de 32 km de São Petersburgo. Era o quarto dos oito filhos do czar Alexandre II da Rússia e da sua esposa, a princesa Maria de Hesse-Darmstadt.
Tinha oito anos de idade quando o seu avô, o czar Nicolau I, morreu e o seu pai se tornou czar da Rússia. Vladimir foi bem educado e sempre se interessou por literatura e pelas artes ao longo de toda a sua vida. Contudo, tal como todos os membros masculinos da família Romanov, foi forçado a seguir uma carreira militar. Como era apenas o terceiro filho numa família numerosa, estava longe de vir a suceder ao trono russo. Apesar de tudo, em 1863, após a morte prematura do seu irmão mais velho, o czarevich Nicolau, Vladimir ficou inesperadamente mais próximo do trono, tornando-se herdeiro presumível logo depois do seu irmão Alexandre. Ao contrário de Alexandre, o novo herdeiro, Vladimir era sagaz e ambicioso. Corriam rumores na altura de que Alexandre II iria excluir o seu segundo filho da linha de sucessão para fazer de Vladimir seu herdeiro. Alexandre também teria preferido ceder o seu lugar na sucessão na esperança de se vir a casar morganaticamente, mas eventualmente iria ceder à pressão da família para se casar com uma noiva adequada. Contudo, a relação entre os dois irmãos, embora fosse cordial, nunca foi muito chegada.

## Um grão-duque russo
Em 1867, o grão-duque Vladimir foi nomeado presidente honorário da sociedade etnográfica russa e no mesmo ano acompanhou o seu pai e o irmão Alexandre à Feira Mundial em Paris, onde o seu pai foi baleado por um nacionalista polaco. Em 1871, visitou a região do Cáucaso, a Geórgia, Chechénia e Daguestão com o pai e os irmãos. Em 1872, acompanhou o seu pai a Viena para a reunião dos três imperadores da Rússia, Alemanha e Áustria.
Quando era jovem, o grão-duque Vladimir Alexandrovich viveu um estilo de vida acelerado com festas e bebida. Sendo membro do jet set europeu da sua época, viajava frequentemente a Paris. Na capital francesa recebeu a alcunha de "O grão-duque, bon vivant". A sua paixão pela boa vida deixou-o corpulento quando era ainda jovem, apesar de ter emagrecido mais tarde. Tinha uma grande variedade de interesses. Adorava as artes, era um pintor de talento e coleccionou uma colecção de livros importante. Apesar de não ser tão alto como os seus irmãos, era bonito e tinha uma personalidade dominante, mas não suportava criticas por parte do público. Era conhecido pela sua voz forte, era um caçador perspicaz e um apreciador de comida conhecido. Reuniu também uma colecção de menus copiados de refeições em que tinha estado presente e nos quais acrescentou notas sobre as suas opiniões da comida.

## Casamento e descendência

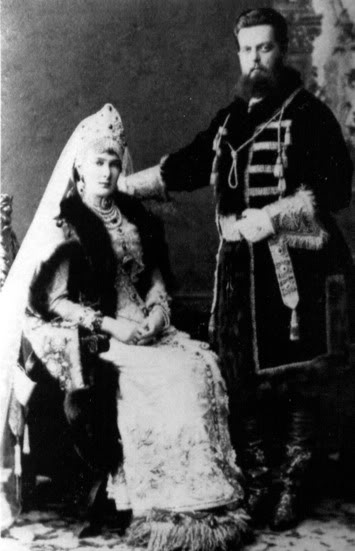
Vladimir com a sua esposa Maria.

Enquanto viajava pela Alemanha com a sua família em junho de 1871, o grão-duque Vladimir conheceu a duquesa Maria Alexandrina de Mecklemburgo-Schwerin, filha do grão-duque Frederico Francisco II de Mecklemburgo-Schwerin e da duquesa Augusta de Reuss-Köstritz. Maria tinha dezassete anos e já estava noiva de um parente distante, o príncipe Jorge de Schwarzburg. O grão-duque Vladimir tinha na altura vinte-e-quatro anos. Ficaram os dois apaixonados. Maria era bisneta da grã-duquesa Helena Pavlovna da Rússia, filha do czar Paulo I. Por isso, Vladimir era prima em segundo-grau do pai dela. Contudo, através da descendência do rei Frederico Guilherme III da Prússia, os dois eram primos em segundo-grau. Para se poder casar com Vladimir, Maria acabou o seu noivado anterior, mas recusou converter-se à Igreja Ortodoxa. Esta decisão atrasou o noivado do casal durante quase dois anos. Finalmente, o czar Alexandre II consentiu o casamento, permitindo que Maria continuasse a ser luterana e que Vladimir não perdesse os seus direitos ao trono russo. O noivado foi anunciado em Abril de 1874.
O casamento celebrou-se em São Petersburgo a 28 de agosto de 1874 no Palácio de Inverno. A esposa de Vladimir passou a usar o nome de grã-duquesa Maria Pavlovna da Rússia. Seria apenas muitas décadas mais tarde, já depois da morte de Vladimir, que se converteu à Igreja Ortodoxa Russa, tendo depois recebido o título de "a grã-duquesa ortodoxa" do seu sobrinho, o czar Nicolau II. Tanto o grão-duque Vladimir como a sua esposa eram sagazes e ambiciosos. Gostavam de receber pessoas e a sua residência em São Petersburgo tornou-se o centro da vida social da capital imperial. Com personalidades semelhantes, o casal teve um casamento longo e feliz.

## O Palácio de Vladimir

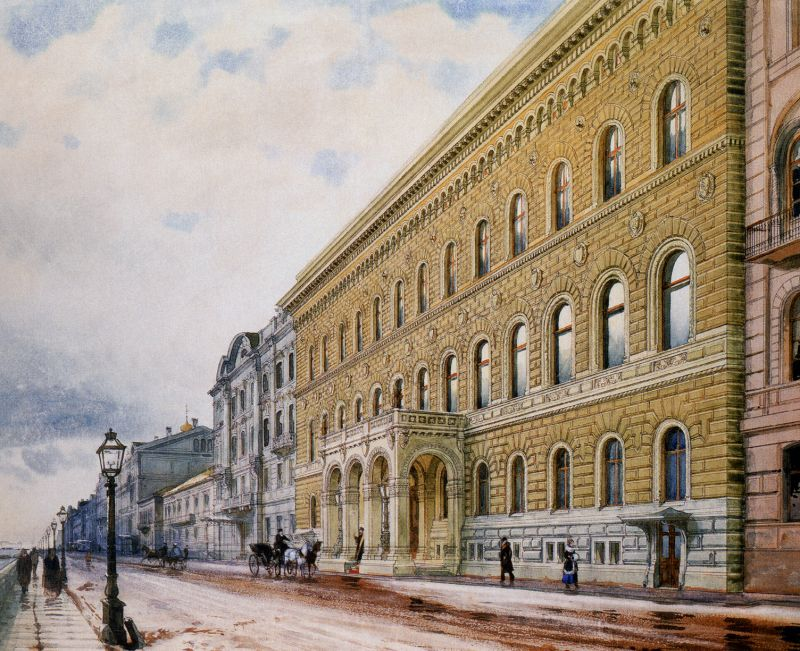
Quadro contemporâneo do Palácio de Vladimir.

Na altura do seu casamento, a residência de Vladimir já estava pronta e o grão-duque mudou-se para lá com a sua esposa. A casa recebeu o nome de Palácio de Vladimir e foi o último palácio imperial a ser construído em São Petersburgo. O grão-duque Vladimir nomeou o arquitecto Aleksandr Rezanov para o projecto devido ao conhecimento que possuía sobre arquitectura russa antiga. Rezanov teve a ajuda de uma equipa de arquitectos: Vasily Kenel, Andrei Huhn, Ieronim Kitner e Vladimir Shreter. A primeira pedra foi colocada a 15 de Julho de 1867. A construção demorou cinco anos, entre 1867 e 1872. A mobília foi criada pelo arquitecto Victor Shroeter.
O local escolhido para o palácio foi o embarcamento perto do Palácio de Inverno, no centro de São Petersburgo. Antigamente encontrava-se lá a casa do conde Vorontsov Dashkov que tinha sido comprada com o tesouro da coroa. O lote foi alargado através da compra de uma casa na vizinhança que pertencia a Madame Karatinga. O custo total da construção e mobília do palácio foi de 820,000 rublos, uma quantia muito mais modesta do que a que tinha sido gasta para construir palácios de grão-duques em decadas anteriores.
O Palácio de Vladimir encontra-se ao lado do rio Neva, tal como o Palácio de Inverno e o Palácio de Mármore, no embarcamento Dvostsovaya. A faixada, ornamentada com estuque rústico, foi padronizada da mesma forma que o palácio de Leon Battista Alberti em Florença. O alpendre principal é feito de arenito de Bremen e adornada com grifos, brasões-de-armas e lanternas em ferro fundido. Outros pormenores estão moldados em cimento portland.
O palácio e os seus edifícios exteriores têm o total de 360 divisões, todas decoradas em estilos históricos ecléticos: Neo-Renascentista (recepção, quarto, sala-de-convívio), Revivalismo Gótico (sala-de-jantar), Revivalismo Russo (Sala de Carvalho), Rococó (Sala Branca), estilo Bizantino (escritório), Luís XIV, vários estilos orientais e muito mais. Esta ornamentação interior, aumentada por Maximilian Messmacher entre 1881 e 1891, é considerada um grande monumento da paixão do século XIX pelo historicismo. O grão-duque Vladimir decorou os seus aposentos com a sua colecção de pinturas russas dos melhores artistas da sua época tais como: Ilya Repin, Ivan Aivazovsky, Feodor Bruni, Vasili Vereshchagin, Ivan Kramskoy, Mikhail Vrubel, Nicholas Sverchkov e Rudoplh Frenz.

## Três reinados

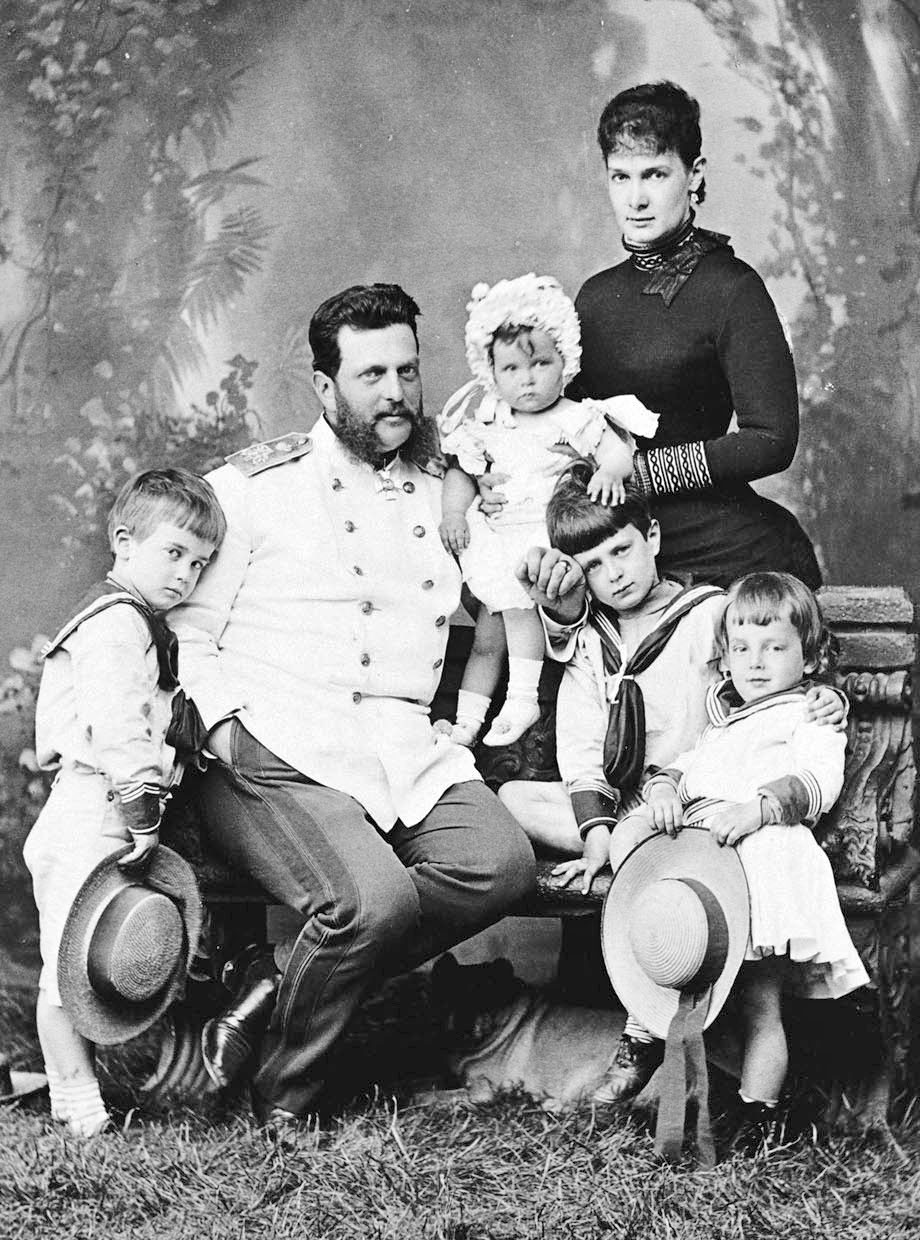
Vladimir com a sua esposa e filhos.

O grão-duque Vladimir ocupou cargos militares importantes durante três reinados. Tinha experiência no campo de batalha devido à sua participação na Guerra Russo-Turca de 1877-78, durante a qual acompanhou o seu pai e irmãos Alexandre e Sérgio. Lutou contra as tropas turcas na posição de oficial de comando do XII Corpo do Exército Russo. Contudo, a sua carreira militar não o interessava tanto como arte e literatura. Em 1880, o seu pai nomeou-o presidente da Academia Imperial das Belas Artes. Era também membro da Academia das Ciências e agente do Museu de Rumyantsev. O grão-duque Vladimir estava na capital imperial quando o seu pai foi assassinado e sucedido por Alexandre III em 1881. Vladimir, que se recompôs mais rapidamente do que o seu irmão mais velho, foi encarregue da tarefa de anunciar a morte do pai ao público. Vladimir herdou a biblioteca pessoal do pai à qual acrescentou ainda a sua própria colecção que se encontrava distribuída por três divisões no Palácio de Vladimir. Depois da Revolução Russa, estes livros foram vendidos de forma aleatória de acordo com o seu peso e grande parte deles faz parte actualmente de várias colecções de universidades americanas.
Apesar de Alexandre III não ser chegado a Vladimir e de existir uma rivalidade entre as suas esposas, o czar promoveu a carreira do seu irmão. No dia a seguir à morte do seu pai, nomeou Vladimir governador militar de São Petersburgo, um cargo que tinha pertencido anteriormente ao tio deles, o grão-duque Nicolau Nikolaevich. Vladimir prestava também serviço no conselho de estado e era presidente da comissão que inspeccionou a construção da Catedral de São Salvador, construída entre 1883 e 1907 no local do assassinato do seu pai, o czar Alexandre II da Rússia.
O grão-duque Vladimir era um grande filantropo. Sendo ele próprio um pintor de talento, tornou-se um mecenas das artes conhecido. Conhecia vários artistas e reuniu uma colecção valiosa de quadros e ícones antigos. Mais tarde interessou-se muito por ballet e financiou a digressão "Ballets Russes" de Diaghilev.
O imperador Alexandre III teve três filhos, o que afastou ainda mais Vladimir e os seus filhos do trono russo. Apesar de tudo, Vladimir esteve perto de se tornar imperador em 1888 quando Alexandre III, a sua esposa e filhos sofreram um acidente de comboio em Borki. Vladimir e a sua esposa encontravam-se em Paris na altura e não se deram ao trabalho de regressar à Rússia. Esta atitude irritou Alexandre que comentou que se tivesse morrido com os seus filhos, Vladimir teria regressado o mais depressa possível para se tornar imperador. Após a morte de Alexandre III em 1894, correram rumores sem fundamento que diziam que o exército tinha a intenção de proclamar Vladimir imperador, em vez do seu sobrinho Nicolau II. O grão-duque tentou exercer alguma influência sobre o sobrinho, principalmente durante os seus primeiros anos de reinado.
Apesar de possuir ideias políticos conservadores, Vladimir não acreditava nas virtudes humanas. Sendo ele próprio um pouco imoral, preferia a companhia de pessoas divertidas e sagazes independentemente da sua ideologia ou origem. Os membros mais liberais da sociedade russa eram convidados para as festas luxuosas que se organizavam na sua residência. Vladimir despreza pessoas menos inteligentes do que ele e achava que teria sido um imperador melhor do que o seu irmão menos dotado e do que o seu sobrinho ineficaz. Por essa razão, viajava muito, sendo Paris o seu destino preferido. Tornar-se-ia muito conhecido na capital francesa pela sua personalidade tempestuosa e voz tremenda. Vladimir intimidava frequentemente as pessoas com a sua grosseria, insolência e temperamento quente. Normalmente queixava-se da comida, fazendo grande alarido com tudo aquilo que não gostasse, mas deixava sempre gorjetas generosas. Vladimir era também um homem de família dedicado e muito chegado ao seus filhos.

## Últimos anos

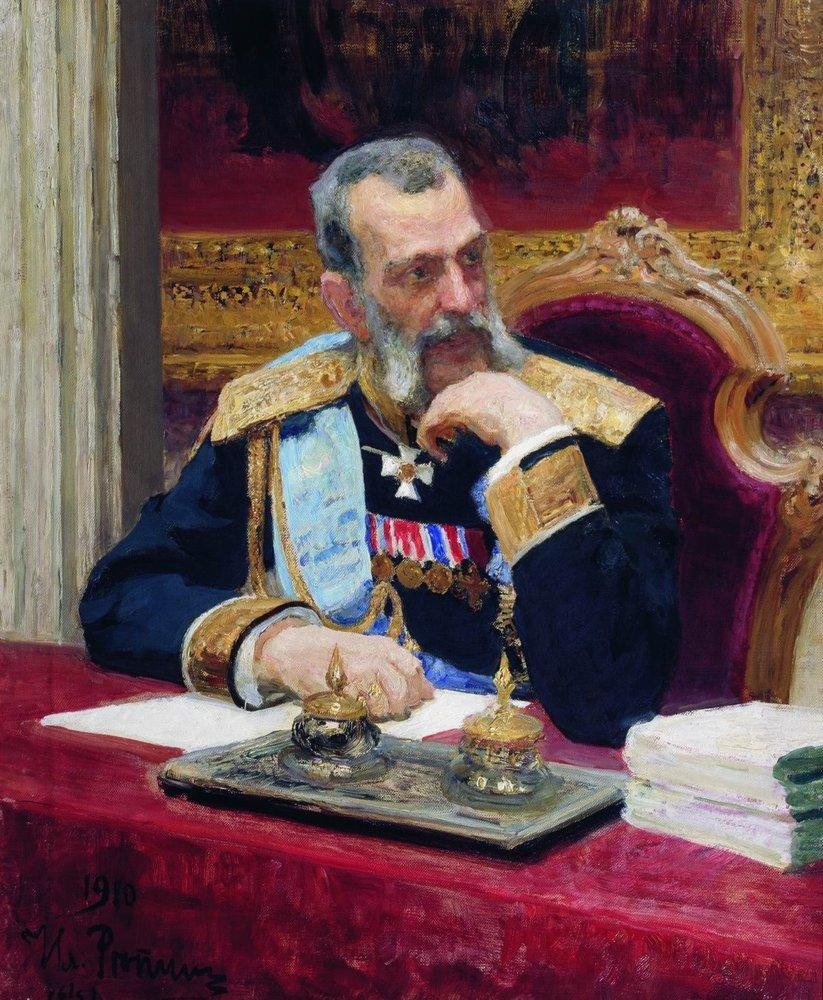
Vladimir na sua velhice.

Em janeiro de 1905, uma onda de greves rebentou em São Petersburgo. No dia 4/22 de Janeiro, uma procissão pacífica de trabalhadores liderada por um padre, Georgy Gapon, caminhou até ao Palácio de Inverno de vários pontos da cidade na esperança de apresentar um pedido para novas reformas directamente com o imperador Nicolau II. Contudo, o czar não se encontrava na capital. O general Fullon, governador de São Petersburgo, tentou impedir a marcha. Quando o grande grupo de trabalhadores chegou à praça do Palácio de Inverno, as tropas que obedeciam a ordens directas do comandante da guarda, o príncipe Vasilchikov, começaram a disparar contra os manifestantes. Mais de cem pessoas foram mortas e várias centenas ficaram feridas. Apesar de o grão-duque Vladimir ter afirmado que não tinha responsabilidade directa na tragédia, uma vez que também estava fora da cidade, a sua reputação foi muito afectada. Ao massacre, conhecido como o Domingo Sangrento, seguiram-se uma série de greves noutras cidades, revoltas de camponeses no campo, e motins nas forças armadas que ameaçaram seriamente o regime czarista e se tornaram conhecidos como a Revolução de 1905. Um mês depois do Domingo Sangrento, o irmão mais novo de Vladimir, o grão-duque Sérgio Alexandrovich, foi assassinado num atentado terrorista à bomba em Moscovo.
Em outubro desse ano, o filho mais velho de Vladimir, o grão-duque Cyril Vladimirovich da Rússia, casou-se com a sua prima direita, a princesa Vitória Melita de Saxe-Coburgo-Gota, filha da irmã de Vladimir, Maria. Este casamento não foi aprovado pelo czar Nicolau II e Cyril perdeu os seus títulos imperiais, sendo depois exilado. Vladimir protestou contra o tratamento dado ao seu filho e demitiu-se de todos os seus postos como forma de protesto contra o imperador. Apesar de Nicolau II ter eventualmente perdoado os seus primos por se terem casado sem a sua autorização, não lhes permitiu regressar à Rússia. O perdão completo apenas chegaria após várias mortes na família, incluindo a de Vladimir, que fizeram com que Cyril chegasse ao terceiro lugar na linha de sucessão. O grão-duque morreu subitamente a 17 de Fevereiro de 1909, depois de sofrer uma hemorragia cerebral grave.
A viúva de Vladimir e os seus quatro filhos sobreviveram à Revolução Russa de 1917 que matou vários membros da família Romanov. Em 1924, no exílio, Cyril auto-proclamou-se imperador. A linha de Vladimir passou então a liderar a família imperial. Vladimir era avô paterno e partilhava o nome com o futuro pretendente do trono russo, o grão-duque Vladimir da Rússia, nascido em 1917. A bisneta do grão-duque Vladimir, a grã-duquesa Maria Vladimirovna, é a actual pretendente.

## Descendência
Do seu casamento com a grã-duquesa Maria Pavlovna da Rússia nasceram os seguintes filhos:
1. Alexandre Vladimirovich da Rússia (31 de agosto de 1875 – 16 de março de 1877), morreu aos dezanove meses de idade.
2. Cyril Vladimirovich da Rússia (12 de outubro de 1876 – 12 de outubro de 1938), casado com a princesa Vitória Melita de Saxe-Coburgo-Gota; com descendência.
3. Boris Vladimirovich da Rússia (24 de novembro de 1877 – 9 de novembro de 1943), casado com Zinaida Sergeievna Rashevskaya; sem descendência legitima.
4. André Vladimirovich da Rússia (14 de maio de 1879 – 30 de outubro de 1956), casado com Matilde Kschessinskaya; sem descendência legitima.
5. Helena Vladimirovna da Rússia (17 de janeiro de 1882 – 13 de março de 1957), casada com o príncipe Nicolau da Grécia e Dinamarca; com descendência.

## Genealogia
| Vladimir Alexandrovich | Pai: Alexandre II da Rússia                        | Avô paterno: Nicolau I da Rússia                       | Bisavô paterno: Paulo I da Rússia                                |
| Vladimir Alexandrovich | Pai: Alexandre II da Rússia                        | Avô paterno: Nicolau I da Rússia                       | Bisavó paterna: Maria Feodorovna (Sofia Doroteia de Württemberg) |
| Vladimir Alexandrovich | Pai: Alexandre II da Rússia                        | Avó paterna: Alexandra Feodorovna (Carlota da Prússia) | Bisavô paterno: Frederico Guilherme III da Prússia               |
| Vladimir Alexandrovich | Pai: Alexandre II da Rússia                        | Avó paterna: Alexandra Feodorovna (Carlota da Prússia) | Bisavó paterna: Luísa de Mecklemburgo-Strelitz                   |
| Vladimir Alexandrovich | Mãe: Maria Alexandrovna (Maria de Hesse-Darmstadt) | Avô materno: Luís II, Grão-duque de Hesse              | Bisavô materno: Luís I de Hesse-Darmstadt                        |
| Vladimir Alexandrovich | Mãe: Maria Alexandrovna (Maria de Hesse-Darmstadt) | Avô materno: Luís II, Grão-duque de Hesse              | Bisavó materna: Luísa de Hesse-Darmstadt                         |
| Vladimir Alexandrovich | Mãe: Maria Alexandrovna (Maria de Hesse-Darmstadt) | Avó materna: Guilhermina de Baden                      | Bisavô materno: Carlos Luís de Baden                             |
| Vladimir Alexandrovich | Mãe: Maria Alexandrovna (Maria de Hesse-Darmstadt) | Avó materna: Guilhermina de Baden                      | Bisavó materna: Amália de Hesse-Darmstadt                        |